# Royaume de Diarra
Pour les articles homonymes, voir Diarra.
Vers 759 – 1240 integre l'empire du Mali
Le royaume de Diarra, Diawarra (djawara), aussi appelé Kingui, Diafunu, Zafunu ou Zafun, est un ancien État d'Afrique de l'Ouest situé dans la zone frontalière actuelle entre le Mali et la Mauritanie.

## Géographie
Le vaste royaume de Diarra avait sous son autorité plusieurs États vassaux : le Guidimakha, le Diafounou, le Kaarta, après sept ans d'errance dans la colline de Bemba Niakaté, avant de fonder du Village par consensus entre trois familles différentes, en soninké (Néhouyénoukhou, Lakhaguémous, Guémoura ; Fatao le Kaniarémé et le Guidioumé). 
Le royaume s'est constitué à partir de la ville de Diarra, qui se situe au nord-est de l'actuel Nioro-du-Sahel, sur une partie du Mali et de la Mauritanie.

## Histoire

### Origine

#### D'après la tradition orale

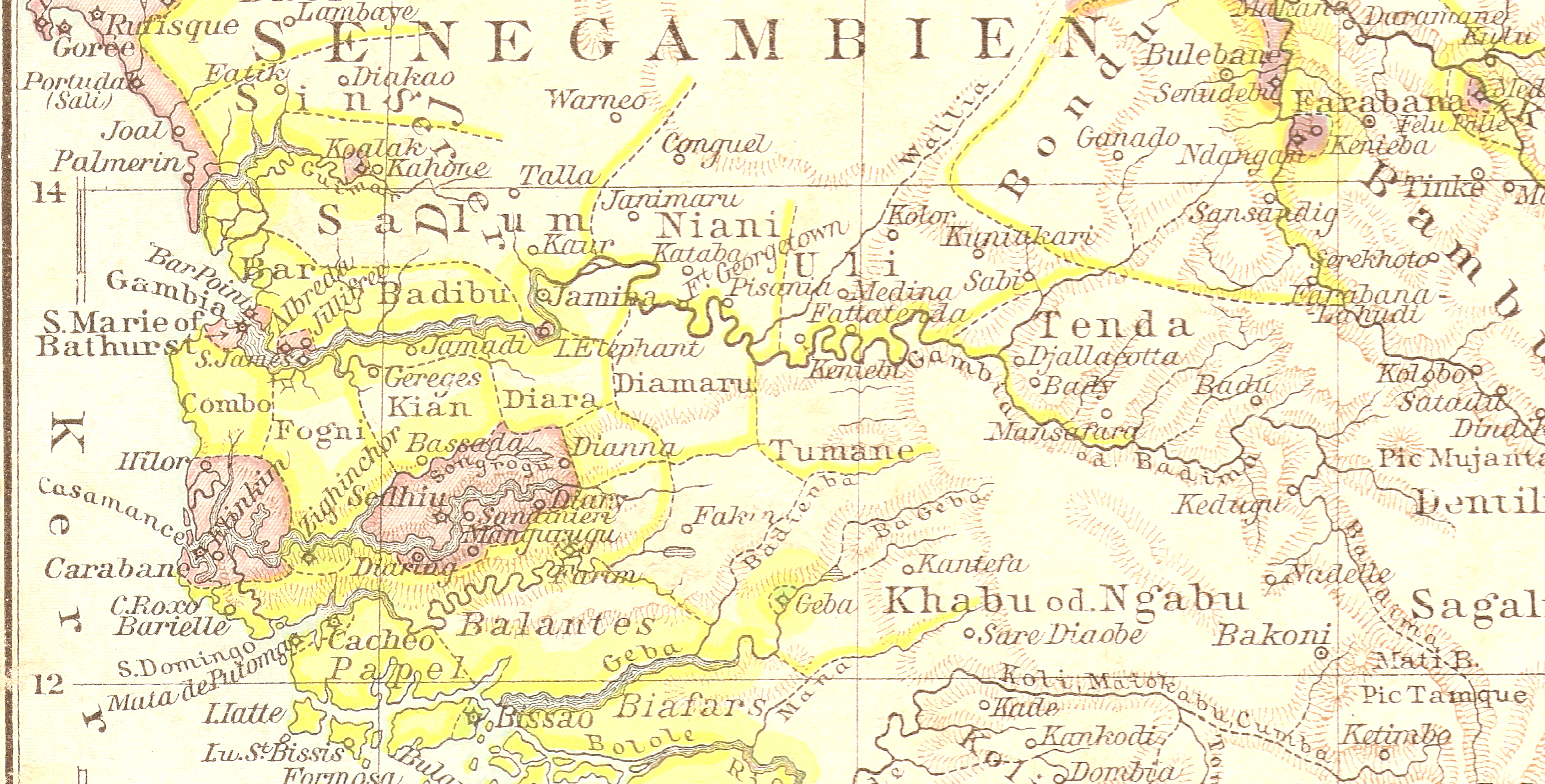
Extrait de la carte de la Sénégambie, Andrees Allgemeiner Handatlas, 1ère édition, Leipzig (Allemagne) 1881, page 96, carte 1.

D'après la tradition orale, la fondation du Kingui remonte au VIIe siècle. Mana Maga et Fata Maga sont les deux frères fondateurs de la ville de Diawara. À l'époque, le Kingui était occupé par des Soninkés venus de l'Est. Selon la légende, Mana Maga Niakaté, après avoir effectué un sacrifice physique pour son petit frère Fata Maga Niakaté, guérit de sa blessure en un lieu qu'il nomma Diawara (dans la langue soninké, Diarra signifie « guérir »)[réf. nécessaire].
Les histoires locales racontent que les Soninké sont arrivés pour la première fois dans la région connue plus tard sous le nom de Diafunu au 7e siècle après J.-C. en provenance de Dia.  La première capitale était la ville de Sain Demba. Ils sont aussi nommés « aswanik » c'est-à-dire ceux d'Aswan, ville d'origine des Soninkés en Égypte. Il s'agit du brassage ethnique opéré entre Soninkés (Maraka, Sarakolés) et Maures lors de l'empire du Ghana et dont cette famille est l'illustration. La langue azer semble disparue depuis 1980, l'usage du hassanya s'étant généralisé[réf. nécessaire].  

#### D'après les sources arabes
Le traité géographique d’al-Idrisi explique qu'en 1154 (au moment de la composition de l’ouvrage), l’empire du Ghana qui succède au royaume du wagadou redevint un État indépendant et puissant, gouverné par une dynastie convertie à l’islam et d’origine Soninke. Il décrit le Diarra dirigé alors par une branche du clan Doucouré, ayant quitté le Wagadou, fondé vers 400 avant J.-C. et disparu aux alentours de 500 après J.-C., à la suite de la légende liée au serpent Bida. Le Diarra s'étend alors sur un territoire à cheval sur la frontière actuelle entre la Mauritanie et le Mali, comprenant outre tout le nord de l'empire du Ghana, le Diarra étant une province de l’empire du Ghana, contrairement aux autres provinces de l'empire les habitants du Diarra sont musulmans. L’islamisation de cette province est liée à l’initiative de Moussa Ibn Noçaïr qui s’est dirigé vers le Sud à la tête d’Arabes de Banu Kinanah et de 12.000 Berbères afin de présenter la religion musulmane, les Berbères, les Touaregs et leurs voisins Soudanais.
Contrairement à l’idée communément répandue que les Almoravides ont détruit l’empire du Ghana, des sources montrent qu’il est dirigé par une dynastie musulmane. Cela prouve que l’islam existait déjà localement avant l’arrivée des Almoravides, signe d’une islamisation interne et non imposée.
Bantigui Doucouré, le gouverneur de la province du Diarra, approuve pleinement l'islam des 734. Grâce aux échanges commerciaux, échanges culturels et scientifiques, le brassage de population entre les soninkés et les Arabes crée les Azers tribu tenant à la fois des Soninkés et des arabo-berbères. On trouve les descendants de cette tribu dans le hodh echargui en Mauritanie[réf. nécessaire].

### Émergence du royaume
Bien que déjà très détache de l’empire du Ghana, le Diarra profite de la prise d'Aoudaghost en 1045 par Banu Kinanah, Oualata et koumbi Saleh en 1076 par le chef almoravide Abou Bakr ibn Omar, pour prendre son indépendance de façon totale. Le royaume du Diarra est devenu un allié incontournable pour l'Émir almoravide. Le roi du Diarra est invité par le roi almoravide à Marrakech, nouvelle ville fondée par Youssef ben Tachfine. Il en profite pour aller faire son pèlerinage à La Mecque[réf. nécessaire].

On trouve une description de ce dernier dans le livre mujam al Buldan.

« Il était un homme grand au teint noir et même très noir dont le visage était couvert un voile appelé niqab al-munaqqab les blancs de ses yeux étaient rouges et pareils deux charbons ardents et ses paumes jaunes comme si elles avaient été teintes au safran. Il portait des robes coupées et était enveloppé un manteau blanc Il entra cheval au château du prince des musulmans tandis que celui-ci le précédait pied. »

— Mu'jam Al-Buldan Yaqout al-Rumi

### Assujettissement du royaume et série de conflits
Plus tard, Soumaoro Kanté, conquiert le Diarra, et passe cet État sous la domination du royaume de Sosso ou Kaniaga[réf. nécessaire]. Conquis en 1240 par L’empire du Mali, ces derniers annexent les dépendances du Ghana pour rétablir une unité politique du Soudan occidental en fondant un empire dont les frontières s’étendaient beaucoup plus loin que celles du Ghana[réf. nécessaire].
À l'époque de l'empire du Mali, la dynastie des Niakaté dirigeant le Diarra est jugée par le peuple comme sévère et despote. Pour ces raisons, les Niakaté sont chassés du Kingui et remplacés par une dynastie venue du Mandé, mais d'origine non-Soninké, les Diawaras. 
Le dernier roi Niakaté du Diarra est Sériba Niakaté, le premier roi Diawara est Daman Guilé Diawara. 
Daman Guilé, qui règne de 1335 à 1385, est considéré comme l'ancêtre des Diawara du Kingui, il est un des compagnons de Soundiata Keïta. 
Les fils, puis les petits-fils de Daman GuiléDiambré Diawara, dirigent successivement le royaume[réf. nécessaire]. 
À la fin du XVe siècle, une migration massive de nomades peuls en provenance du Fouta-Toro s’établit dans la région du Bakhounou-Mali sous la conduite de Tenguella, fondateur et premier souverain (mansa) du royaume peul appelé plus tard Empire du Grand Fulo ou royaume de Denanke. Ce nouvel État, fondé vers 1490, engagea rapidement une série d’expansions militaires, notamment vers l’est, en direction du Diafounou (ou Diarra), alors province de l’ancien Empire du Mali[réf. nécessaire].
En 1501, l’Empire Songhaï dirigé par Askia Mohammed I conquit le Diafounou, mettant ainsi fin à l’autorité malienne sur la région. Toutefois, l’Empire songhaï choisit de maintenir le royaume du Diafounou comme une entité autonome, lui accordant une autonomie complète sur les plans politique, militaire et administratif, en échange d’une alliance et d’une loyauté symbolique. Le Diafounou conserva ainsi ses structures locales de pouvoir, tout en bénéficiant de la protection de Songhaï face aux menaces extérieures[réf. nécessaire].
Cette alliance fut mise à l’épreuve en 1511, lorsque Tenguella mena une offensive contre le Diafounou. Incapables de repousser l’attaque peule seuls, les dirigeants du royaume firent appel à leur allié songhaï. L’Askia Mohammed envoya alors son frère Amar Komdiago, qui affronta les troupes de Tenguella. Ce dernier fut vaincu et tué en 1512[réf. nécessaire].
Cependant, le mouvement peul se poursuivit sous la direction du fils de Tenguella, Koli Tenguella, né d’une mère malinké de la lignée Keïta. Après avoir vaincu plusieurs chefs locaux, Koli établit sa capitale à Anyam-Godo, d’où il mena plusieurs campagnes contre le royaume du Djolof. Cette période marque le début de l’essor du pouvoir peul dans la région[réf. nécessaire].

### Déclin du royaume
Le royaume de Diarra doit sa perte aux attaques du marabout toucouleur venu du Fouta-Toro, El Hadj Oumar Tall (1794/97-1864), à partir du milieu du XIXe siècle. Les troupes de Oumar Tall cherchent à imposer l'islam au Kingui, où le peuple et les rois pratiquent la religion traditionnelle[réf. nécessaire].
Biranté Karounga Diawara, un roi du Diarra, lutte avec ténacité contre Omar Tall. 
Pourtant le fils de Biranté Karounga accepte l'adhésion à l'islam.
Omar Tall impose l'islam aux divers clans de la région. 
Mais le peuple refuse d'abandonner la religion traditionnelle[réf. nécessaire]. 
Après une période de calme, lorsque Omar Tall aperçoit la coiffure traditionnelle en tresses de Biranté Karounga Diawara, il considère cela comme un refus de se conformer à l'islam, et il prononce des paroles que Karounga perçoit comme des insultes. C'est ainsi que le fils de Karounga, qui a au départ accepté de collaborer, prend les armes pour lui faire la guerre, et refuse dès lors tout compromis. Mais désormais, Karounga et ses troupes n'ont plus le soutien des Diawara. 
Il se réfugie donc chez les Bambaras Massasis du clan Coulibaly ralliés à sa cause. Les Bambaras et Karounga luttent victorieusement contre les armées de Omar Tall, malgré la supériorité de ceux-ci armés de canons. Les Bambaras obligent Karounga à s'enfuir dans le but de protéger l'honneur et la lignée de sa dynastie. 
Karounga fuit donc chez les Camara Kakolo, au village de Bassaka. 
Les Camara refusent également d'adhérer à l'islam, et sont déterminés à protéger Karounga. 
Les troupes d'Omar Tall et les Camara avec Karounga, entrent dans une guerre sanglante, avec de nombreux tués.
Biranté Karounga Diawara et les Kakolo sont vaincus. 
Le 31 mai 1860, le roi Diawara est capturé puis exécuté. 
Cet événement marque la fin du royaume de Diarra[réf. nécessaire].
Durant la période de conquête coloniale, le Diarra, appelé aussi Diafounou, a joué un rôle clé en soutenant le marabout soninké Mamadou Lamine Dramé. C’est de cette région que sont issus la majorité de ses soldats, connus pour être des cavaliers aguerris. Le marabout, en mauvaise posture, se retrouve pourchassé par les forces coloniales en Sénégambie. Son fils, Chouayb Dramé, prend alors le contrôle du Kaniaga et du Diafounou, provinces soninké occupées par l’empire toucouleur depuis 1855.